# Hans E. Kinck

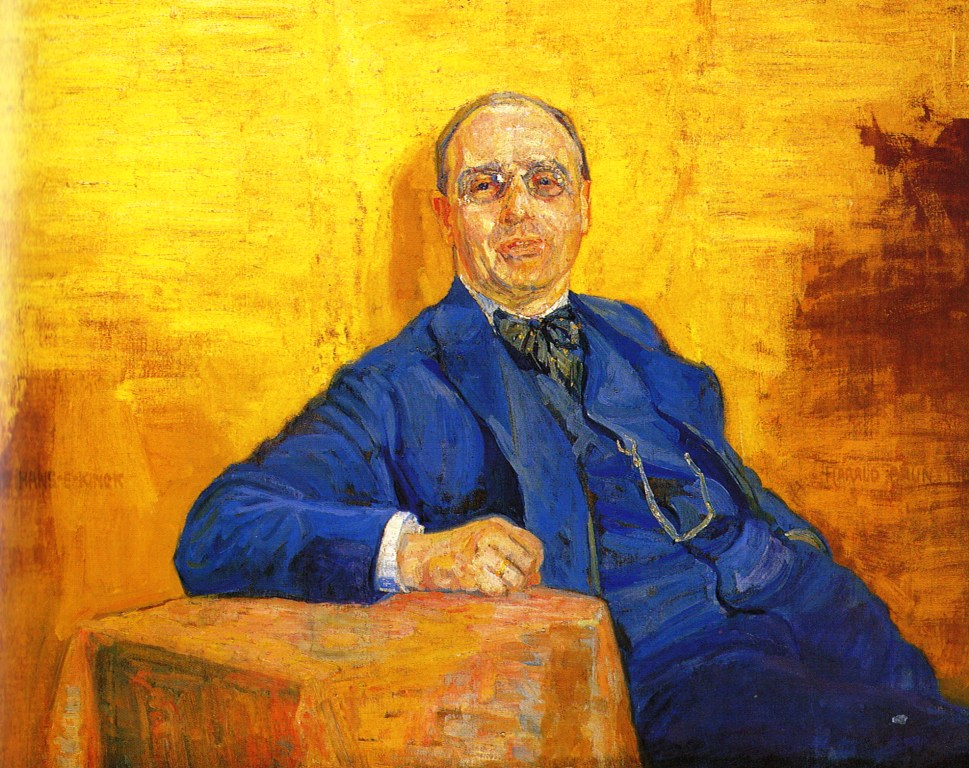
Kinck, målad av Harald Brun 1908.

Hans Ernst Kinck, född den 11 oktober 1865 i Øksfjord, död den 13 oktober 1926 i Oslo, var en norsk författare och filolog. Han skrev romaner, noveller, dramer och essäer.

## Biografi
Kinck föddes i Øksfjord, där hans far var provinsialläkare, och växte upp i Trøndelag, Setesdalen och Hardanger. Han studerade filologi och tog ämbetsexamen 1890. Han gifte sig 1893 med Minda Ramm.
Kinck skrev om de instängda krafterna. Personerna i hans noveller lider ofta av ensamhet och ett instängt begär efter samhörighet med andra människor. Tre av novellerna är filmatiserade som Flaggermusvinger (1992).
Hans romantrilogi Sneskavlen brast (1918–1919) behandlar brytningen mellan bonde- och ämbetsmannakulturen. 

### Utgivet på svenska
- Renässansmänniskor: historien om Nicolò Machiavelli (Renæssansemennesker) (översättning Karin Jensen, Wahlström & Widstrand, 1928)
- Ungt folk (Ungt folk) (översättning Eva Marstrander, Folket i bild, 1956)
- Höstnätter och andra berättelser (i urval och översättning av Tage Aurell, Rabén & Sjögren, 1959)
- Fladdermusvingar och andra noveller (översättning Tove Fahlén och Cilla Johnson, Atlantis, 1979)